# Partia Słusznej Drogi
Partia Słusznej Drogi (tur. Doğru Yol Partisi, DYP) – turecka partia polityczna o profilu konserwatywnym, działająca w latach 1983–2007.

## Historia
Partia powstała w 1983, stanowiąc faktyczną następczynię Partii Sprawiedliwości, która została zdelegalizowana po puczu wojskowym z września 1980. Nieformalnym liderem nowego ugrupowania stał się były premier Süleyman Demirel, który w tym czasie pozostawał objęty zakazem działalności politycznej. Na czele DYP stanął po uchyleniu tych ograniczeń w 1987. Partia Słusznej Drogi reprezentację parlamentarną uzyskała w 1987, w kolejnych wyborach z 1991 zajęła pierwsze miejsce. Jej liderzy pełnili następnie funkcję premiera: Süleyman Demirel w latach 1991–1993, a Tansu Çiller w latach 1993–1996. Pierwszy z nich w latach 1993–2000 sprawował urząd prezydenta Turcji. Partia Słusznej Drogi brała także udział w koalicjach rządowych, współtworzących gabinety Mesuta Yılmaza i Necmettina Erbakana (1996–1997). W 2002 nie przekroczyła wynoszącego 10% progu wyborczego. W 2007 przekształciła się w Partię Demokratyczną.

## Przewodniczący
- 1986: Ahmet Nusret Tuna
- 1983–1985: Yıldırım Avcı
- 1985–1987: Hüsamettin Cindoruk
- 1987–1993: Süleyman Demirel
- 1993–2002: Tansu Çiller
- 2002–2007: Mehmet Ağar[4]

## Poparcie
Wyniki w wyborach do Wielkiego Zgromadzenia Narodowego Turcji:
- 1987: 19,1% głosów i 59 mandatów
- 1991: 27,0% głosów i 178 mandatów
- 1995: 19,2% głosów i 135 mandatów
- 1999: 12,0% głosów i 85 mandatów
- 2002: 9,6% głosów i 0 mandatów